# Större taggbening
Större taggbening (Sehirus morio) är en insektsart som först beskrevs av Carl von Linné 1761.  Större taggbening ingår i släktet Sehirus och familjen tornbenskinnbaggar. Arten är reproducerande i Sverige. Inga underarter finns listade i Catalogue of Life.